# WR 124
WR 124是一顆位於星座天箭座中的沃爾夫-拉葉星，它被其驅逐的物質環，稱為M1-67的星雲包圍著。它是銀河系中最快的失控恒星之一，徑向速度約為200 km/s。1938年，它被保羅·威拉德·梅里爾發現，被確認為高速沃夫-瑞葉星。它在變星總表中被列為"天箭座QR"，變化幅度為0.08星等

## 距離
2010年對WR 124的一項研究，使用相隔11年拍攝的哈伯太空望遠鏡的機影像直接量測了M1-67星雲從恆星中噴出的膨脹率，並將其與星雲發射線的都卜勒頻移量測的膨脹速度進行了比較。得到的距離為3,350秒差距，這比以前的研究得到的值要小，並且所得到的光度是太陽的150,000倍（L☉），也比以前計算的要低得多。光度也低於這類恆星光譜的模型預測。先前的研究得到的距離在5 kpc到8.4 kpc，相應的光度為338000–1000000 L☉，這是一個非常年輕的典型WN8h，是剛剛遠離主序帶的恆星。根據蓋亞數據發佈2中公佈的視差計算，得到的WR 124的距離是6,203+1,621
−1,123 pc。蓋亞早期數據發佈3給出了類似的視差，這意味著距離為6,400+500
−500 pc。

## 物理特性

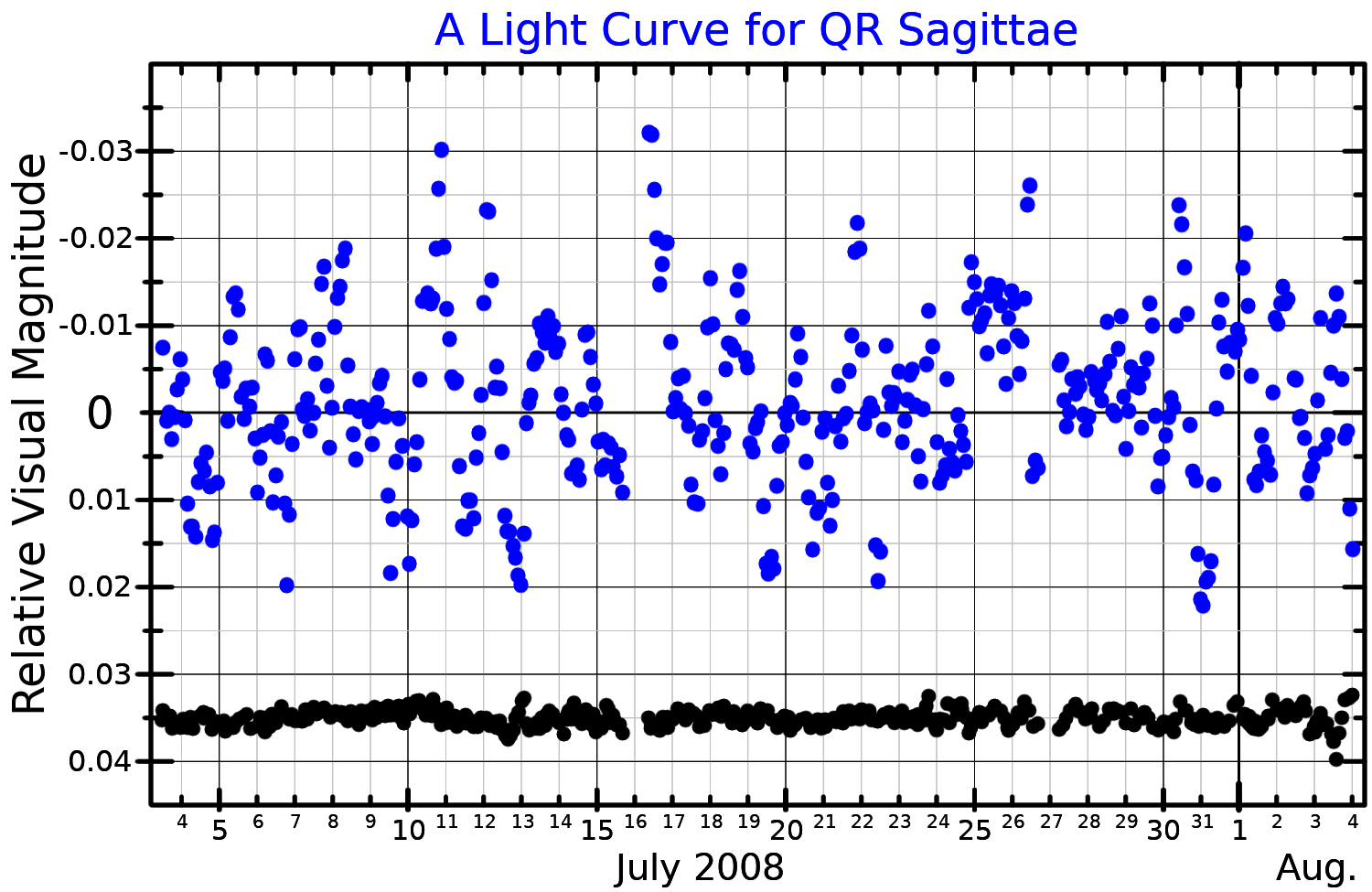
改編自Weiss等人（2014），天箭座QR的可見光光變曲線。藍點表示天箭座QR的星等，黑點表示同一視野中穩定的比較恆星星等。

假設可見光的絕對星等為 − 7.22和3.1星等消光，WR 124的距離將是8.5 kpc。周圍的溫度為40,000 K，意味著其大部分能量在紫外線波長下發射，熱光度為1,000,000 L☉，半徑為26 R☉。根據演化模型計算的質量為33 M☉。
測得WR 124仍為約15%的質量為氫，其餘質量大部分為氦。一顆年輕、大質量、高亮度的WN8h恆星仍在其核心燃燒氫，但亮度較低、較老的恒星將在其核心中燃燒氦。純粹根據觀測到的特徵對恆星進行建模的結果是1,000,000 L☉的光度和33 M☉的質量，對應於位在8 kpc附近，相對年輕仍在燃燒氫的恆星。無論是這兩種情况的哪一種，它都只有幾十萬年的時間就會爆炸成Ib型或Ic型超新星。
取決於為恆星確定的距離和屬性，質量損失率為每年10−5 M☉–10−4 M☉。

## 星雲
WR 124被來自恆星極端強的恆星風形成的炙熱星雲包圍著。星雲M1-67正在以超過150,000 km/h（93,000 mph）的速度膨脹，直徑接近6光年，導致了20,000年的動力學年齡。儘管已經檢測到大量的物質團塊，其中一些團塊的質量是地球的30倍，並延伸至150 × 109 km（93 × 109 mi），但M1-67內部幾乎沒有結構。如果將它放置在太陽系，其中一個團塊將跨越從太陽到土星的距離。

## 外部連結
- http://apod.nasa.gov/apod/ap981109.html （页面存档备份，存于）
- http://hubblesite.org/newscenter/archive/releases/1998/38/image/a （页面存档备份，存于）